# Apseudomorpha oahuensis
Apseudomorpha oahuensis är en kräftdjursart som beskrevs av M. A. Miller 1940. Apseudomorpha oahuensis ingår i släktet Apseudomorpha och familjen Metapseudidae. Inga underarter finns listade i Catalogue of Life.